# Upplands runinskrifter 149
Upplands runinskrifter 149 är en nu försvunnen vikingatida runsten som varit rest i Hagby, Täby socken och Täby kommun. Stenen har eftersökts vid ett flertal tillfällen. Förmodligen har den någon gång fallit omkull och därefter täckts av mossa och jord. Stenen är 1,65 meter hög och 1,05 meter bred.
Stenen är en av Jarlabankestenarna som Jarlabanke låtit resa över sig själv. De övriga är: U 127, U 261, U 164, U 165 och U 212.

## Inskriften
Translitterering av runraden:
[iarlabaki × lit × -... ...tain × at · sialfan · sik · auk · braut ruþia]
Normalisering till runsvenska:
Iarlabanki let ... [s]tæin at sialfan sik ok braut ryðia.
Översättning till nusvenska:
Jarlabanke lät ... stenen efter sig själv och röjde väg.